# 신진사대부
신진사대부(新進士大夫)는 고려 말기의 지배 계층으로 이성계가 고려의 권력을 사실상 장악하게 되는 위화도 회군 이후에 1388년 음력 6월 3일부터 1393년 음력 2월 15일까지 주도권을 잡았던 사대부이다.
고려의 관료층인 사대부는 1351년 공민왕 즉위 이후 본격적으로 형성되기 시작하였고 1356년 병신정변 이후에는 더욱더 활발히 정계에 진출하였다.
향리 출신 사대부는 곧 재향 지주(在鄕地主)이기도 하였다. 지방 중소 지주인 그들은 학문적인 교양을 바탕으로 과거를 거쳐 중앙 정치무대로 진출하였다.
권문세족은 우왕 때부터 세력이 약화되기 시작하였으며, 위화도 회군 이후 반원 성격인 신진 사대부에게 주도권을 빼앗겼고, 창왕이 폐위되자 소멸하였다.
1389년 창왕 폐위 이후 새 왕조 건국에 대해 입장이 갈리면서 온건파 사대부와 급진파 사대부로 분열되었다. 온건파 사대부는 고려 왕조를 유지하자는 입장이었고 급진파 사대부는 새 왕조를 세워야 한다는 입장이었다.
온건파 사대부의 대표적인 인물로는 정몽주, 길재 등이 있으며 급진파 사대부의 대표적인 인물로는 정도전, 조준, 남은 등이 있다.
급진파 사대부들은 사장(詞章) 중심에서 경학 중심으로 학풍을 전환하려고 시도하였다.

## 같이 보기
- 사대부
- 신흥무인세력
- 권문세족
- 고려의 문화#불교를 제거하고 성리학을 보급하려던 혁명가 정도전